# آغبیور سروب
سروب وارتانیان (ارمنی: Աղբյուր Սերոբ) که با نام مستعار خویش آغبیور سروب (ارمنی: Աղբյուր Սերոբ شناخته می‌شود؛ ۱۸۶۴ – ۲۴ نوامبر ۱۸۹۹) یک فرمانده نظامی برجسته ارمنی بود که مبارزه چریکی بر ضد امپراتوری عثمانی را در اواخر سده نوزدهم میلادی سازماندهی کرد. سرانجام سروب در طی عملیاتی کشته شد.

## نگارخانه

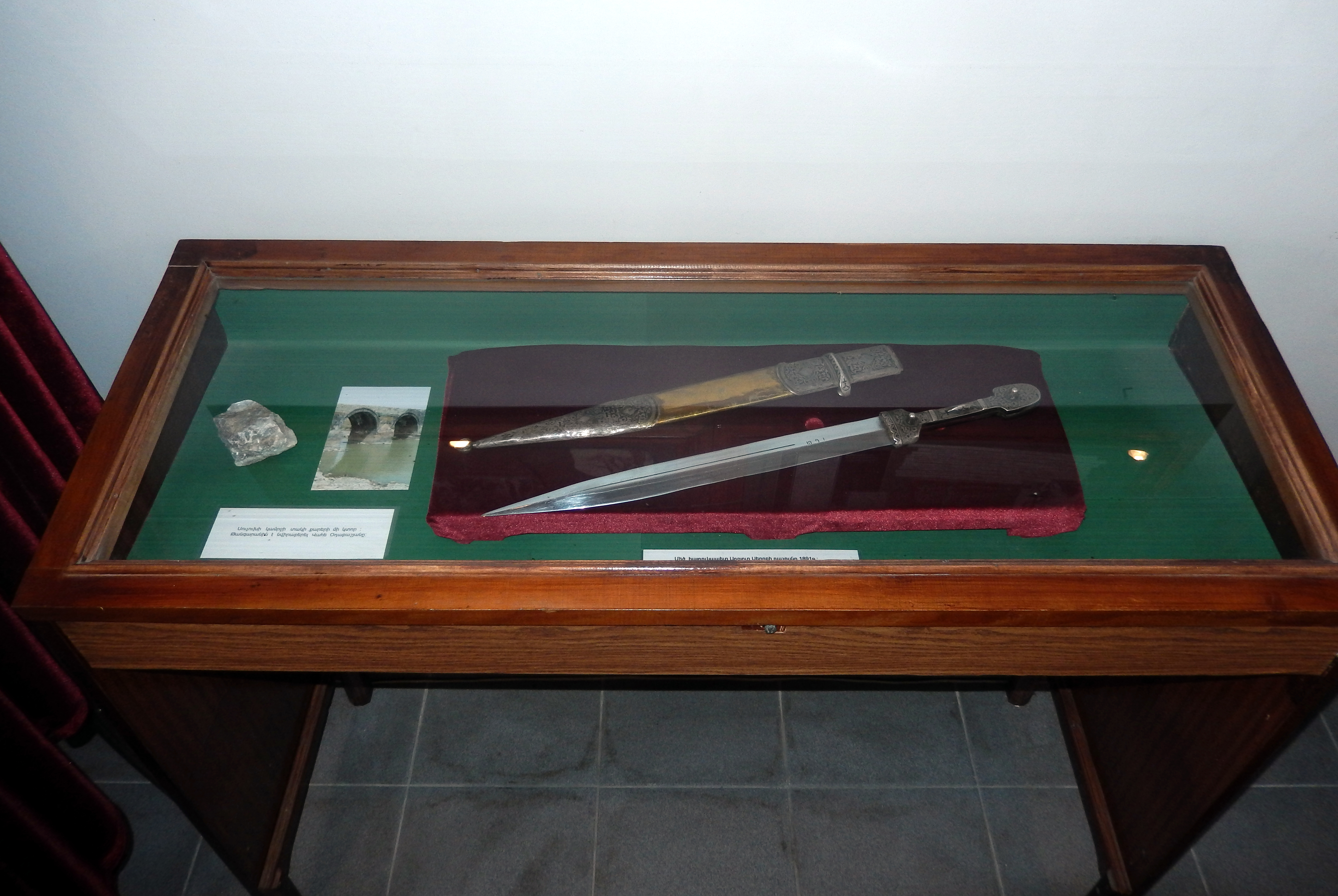
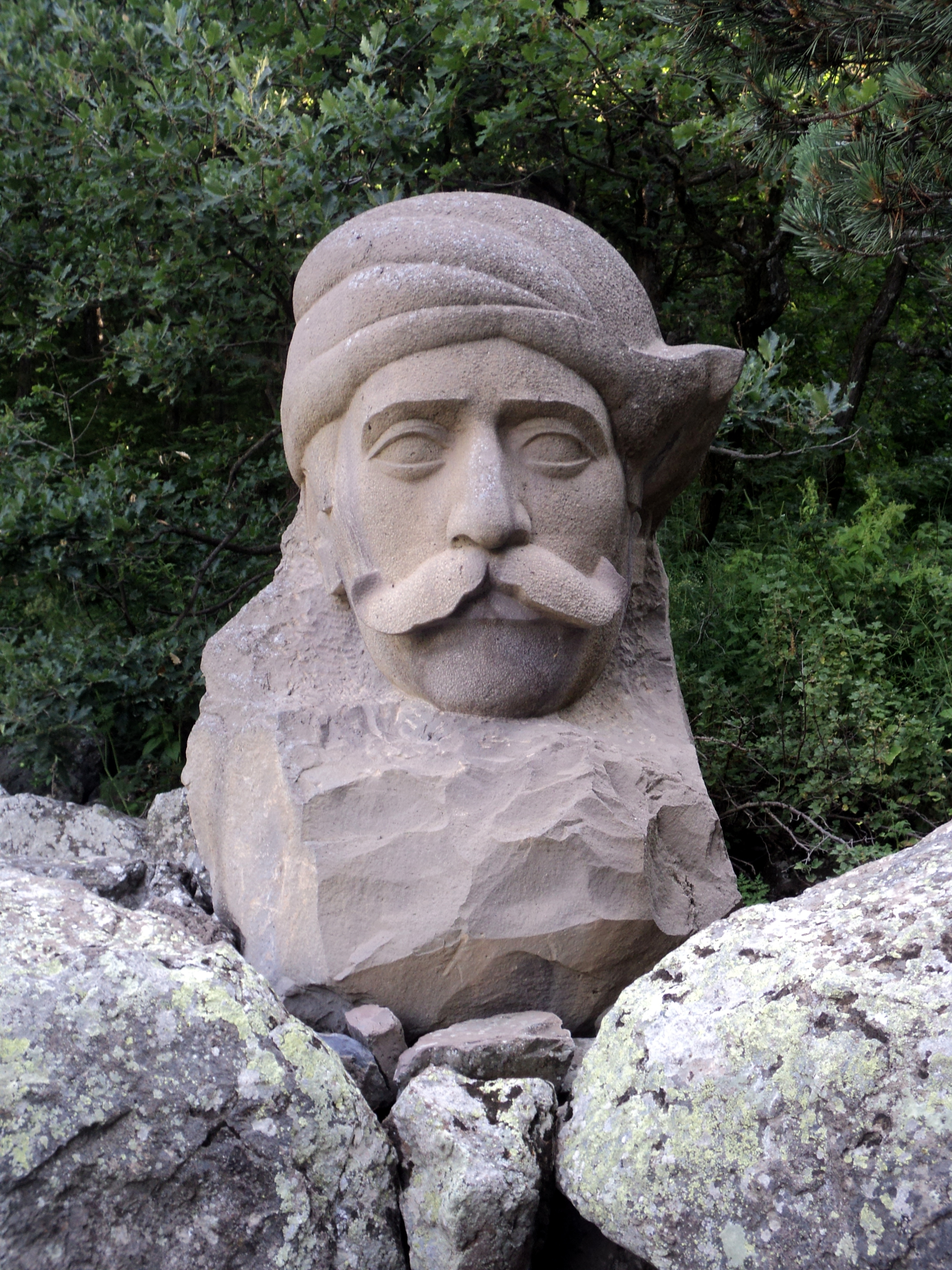